# Požar u katedrali Notre-Dame
Požar u katedrali Notre-Dame  izbio je 15. travnja 2019. godine oko 18:20 ispod krova katedrale Notre-Dame u Parizu, a ugašen je petnaest sati kasnije. U požaru su izgorjeli krov i toranj na krovu, a unutrašnjost katedrale, gornji zidovi i prozori teško su oštećeni. Veću štetu spriječio je kameni strop koji je zadržavao krov u plamenu dok se urušavao. Mnoga umjetnička djela i druge relikvije evakuirane su, dok su neke koje su ostale unutra uništene ili oštećene. Dva para orgulja i tri rozete iz 13. stoljeća pretrpjele su malu ili nikakvu štetu.
Predsjednik Francuske Emmanuel Macron obećao je državi da će obnoviti katedralu i pokrenuo je kampanju za prikupljanje sredstava. Za manje od 48 sati od početka požara najavljen je iznos od 900 milijuna eura donacija. Procjenjuje se kako bi obnova katedrale mogla trajati dvadeset i više godina.
Dana 25. prosinca 2019. u katedrali nije održana Božićna misa. Zadnji put je tako bilo 1803. godine.

## Pozadina
Izgradnja katedrale Notre-Dame počela je u 12. stoljeću, a korišten je kamen za zidove i svod, dok su glavni krov i toranj na krovu napravljeni od drveta. Prvobitni toranj na krovu oštetio je vjetar te je skinut između 1786. i 1791. godine; novi toranj, napravljen od hrastovine i prekriven olovom, a koji je dizajnirao Eugène Viollet-le-Duc, dograđena je u 19. stoljeću. Katedrala je uvrštena na UNESCO-ovom popisu Svjetske baštine 1991. godine.
Posljednjih godina katedrala je pretrpjela znatna oštećenja zbog trošenja kamena, prvenstveno zbog zagađenja okoline, jer kisele kiše nagrizaju vapnenac. Ministarstvo kulture 2014. je godine procijenilo troškove renoviranja katedrale na 150 milijuna eura.
Pariška nadbiskupija 2016. je godine uputila poziv za prikupljanje 100 milijuna eura u narednih pet do deset godina kako bi se pokrili troškovi održavanja i restauracije. U vrijeme požara, u tijeku je bila obnova tornja, procijenjena na 6 milijuna eura. Oko transepta podignuta je čelična skela.

## Požar

### Početak
Požar je izbio u potkrovlju u 18:18. Oko 18:20, čuvari su najprije čuli požarni alarm i počeli evakuirati ljude iz katedrale, ali nisu vidjeli požar sve do 18:43, kada se ponovo oglasio alarm ili se oglasio drugi alarm. Misa je bila u tijeku od 18:15. Ljudi su mirno evakuirani u roku od nekoliko minuta.
Prema riječima očevidaca, vrata katedrale naglo su se zatvorila za njima i bijeli dim počeo se dizati s krova. Dim je pocrnio prije nego što se s kule pojavio plamen, a zatim je dim postao žute boje.

### Intervencija
Policija je brzo evakuirala otok Île de la Cité.
Pariška vatrogasna brigada redovno je vježbala za pripremu u slučaju bilo kakvog požara u katedrali, uključujući i dvije vježbe na licu mjesta tijekom 2018. godine.
S vatrom su se prvenstveno borili iznutra, u skladu s uobičajenom francuskom vatrogasnom praksom. Gašenje vatre izvana moglo je dovesti do oštećenja unutrašnjosti skretanjem plamena i vrelih plinova (na temperaturama do 800 °C). Dvadeset vatrogasaca popelo se u dva tornja. Vatrogasna vozila su s tla pažljivo gasila požar, izbjegavajući dodatno oštećenje zgrade. Prateći plan vatrogasne službe za ovakve hitne situacije, brodovi su se brzo rasporedili na rijeci Seini kako bi pumpali vodu.
Gašenje požara iz zraka nije korišteno jer je to moglo oštetiti strukturu i zagrijan kamen mogao je ispucati ako bi došlo do njegovog naglog ohlađenja. Helikopteri nisu bili korišteni zbog opasnog strujanja zraka, ali su se bespilotne letjelice koristile za vizualno i termografsko snimanje, a roboti su korišteni za snimanje i usmjeravanje mlazeva vode.

## Prikupljanje prihoda
Dvanaest sati nakon početka požara prikupljeno je preko 900 milijuna eura donacija od pojedinaca, tvrtaka i institucija za obnovu katedrale.
| Popis donacija                   | Popis donacija | Popis donacija                             | Popis donacija               |
| Donator                          | Vrsta          | Država                                     | Iznos                        |
| -------------------------------- | -------------- | ------------------------------------------ | ---------------------------- |
| Obitelj Arnault i LVMH           | Privatna       | Francuska                                  | 200 milijuna eura            |
| Obitelj Bettencourt i L'Oréal    | Privatna       | Francuska                                  | 200 milijuna eura            |
| Obitelj Pinault i Groupe Artémis | Privatna       | Francuska                                  | 100 milijuna eura            |
| Total SE                         | Privatna       | Francuska                                  | 100 milijuna eura            |
| Gradska vlast Pariza             | Javna          | Francuska                                  | 50 milijuna eura             |
| BNP Paribas                      | Privatna       | Francuska                                  | 20 milijuna eura             |
| Obitelj Decaux i JCDecaux        | Privatna       | Francuska                                  | 20 milijuna eura             |
| Axa                              | Privatna       | Francuska                                  | 10 milijuna eura             |
| Obitelj Safra                    | Privatna       | Brazil, Izrael, Sjedinjene Američke Države | 10 milijuna eura             |
| Obitelj Bouygues                 | Privatna       | Francuska                                  | 10 milijuna eura             |
| Obitelj de Lacharrière i FIMALAC | Privatna       | Francuska                                  | 10 milijuna eura             |
| Île-de-France                    | Javna          | Francuska                                  | 10 milijuna eura             |
| Société Générale                 | Privatna       | Francuska                                  | 10 milijuna eura             |
| BPCE                             | Privatna       | Francuska                                  | 10 milijuna eura             |
| Obitelj Kravis                   | Privatna       | Sjedinjene Američke Države                 | 10 milijuna američkih dolara |
| Disney                           | Javna          | Sjedinjene Američke Države                 | 5 milijuna američkih dolara  |
| Crédit Agricole                  | Javna          | Francuska                                  | 5 milijuna eura              |
| Auvergne-Rhône-Alpes             | Javna          | Francuska                                  | 2 milijuna eura              |
| Okcitanija                       | Javna          | Francuska                                  | 1,5 milijun eura             |
| Vlada Republike Srbije           | Javna          | Srbija                                     | 1 milijun eura               |
| Capgemini                        | Privatna       | Francuska                                  | 1 milijun eura               |
| UiPath                           | Privatna       | Rumunjska                                  | 1 milijun eura               |
| Ubisoft                          | Javna          | Francuska                                  | 500.000 eura                 |
| Sveučilište Notre Dame           | Privatna       | Sjedinjene Američke Države                 | 100.000 američkih dolara     |
| Obitelj Ratel                    | Privatna       | Francuska, Ujedinjeno Kraljevstvo          | 50.000 eura                  |
| Segedin                          | Javna          | Mađarska                                   | 10.000 eura                  |
| Stolni Biograd                   | Javna          | Mađarska                                   | 10.000 eura                  |
| Apple                            | Javna          | Sjedinjene Američke Države                 | ?                            |
| Autodesk                         | Javna          | Sjedinjene Američke Države                 | ?                            |
| Ukupno                           | Ukupno         | Ukupno                                     | 944 milijuna eura            |

## Vanjske poveznice
- Notre-Dame de Paris – official site
- Friends of Notre-Dame de Paris – official 501(c)(3) charity leading the international fundraising efforts to rebuild and restore Notre-Dame Cathedral.
- Before the Fire: Notre-Dame de Paris in Pictures  Arhivirana inačica izvorne stranice od 16. listopada 2021. (Wayback Machine)